# Satoru Iwata
Satoru Iwata (岩田 聡 Iwata Satoru?,  Sapporo, 6 de diciembre de 1959-Kioto, 11 de julio de 2015) fue un programador de videojuegos y empresario japonés. Fue el cuarto presidente y director ejecutivo (CEO) de Nintendo. Fue impulsor de la idea de que los videojuegos debían dirigirse a un público más amplio, centrándose en desarrollar juegos novedosos y entretenidos en lugar de un hardware cada vez de mayor nivel.
Iwata mostró interés en los videojuegos ya de joven y creó su primer videojuego sencillo cuando todavía estaba en el instituto. Posteriormente se graduó en ciencias de la computación en el Instituto Tecnológico de Tokio. En 1980, cuando todavía estaba en la universidad, comenzó a trabajar como desarrollador de videojuegos en la HAL Laboratory; en sus primeros años en esta empresa trabajó como programador en proyectos de colaboración con Nintendo, produciendo su primer videojuego comercial en el año 1983. Participó en el desarrollo de juegos como EarthBound y la serie Kirby. Tras un fracaso y casi en la bancarrota, Iwata se convirtió en el presidente de HAL Laboratory en 1993, ayudando a que la compañía consiguiera estabilidad financiera tras un período de pérdidas. En los años siguientes colaboró en el desarrollo de la serie de videojuegos Pokémon y Super Smash Bros. Se unió a Nintendo en el año 2000 como jefe de la división de estrategia corporativa.
Nintendo consiguió un crecimiento notable con la ayuda de Iwata, quien sucedió a Hiroshi Yamauchi como presidente de la compañía en mayo de 2002. Bajo su dirección, Nintendo desarrolló las videoconsolas Nintendo DS y Wii, que supusieron un éxito económico de la compañía entre la industria del sector. Como jugador autodeclarado, se centró en la expansión de los videojuegos entre todos los grupos demográficos mediante la estrategia de negocio conocida como estrategia del océano azul. Nintendo obtuvo unos beneficios récord en el año 2009, lo que hizo que el semanario financiero Barron's incluyera a Iwata entre los 30 directores ejecutivos de más éxito del mundo. Posteriormente amplió su estrategia del océano azul mediante la definición de una línea de productos de calidad de vida para la Wii que más tarde se convirtió en una estrategia de negocio de diez años para crear productos independientes.
Productos posteriores como la Nintendo 3DS y la Wii U no obtuvieron tantos beneficios como la Wii, provocando una caída de ventas netas de dos tercios entre 2009 y 2012, y la compañía vio sus primeras pérdidas operativas en 30 años durante ese período. Iwata como disculpa redujo voluntariamente su salario a la mitad en 2011 y 2014. En 2015, después de varios años de rechazo, decidió dedicar parte del enfoque de Nintendo en el rápido crecimiento del mercado de juegos para móviles; en marzo de ese año se estableció una asociación con la empresa DeNA. Durante su carrera en Nintendo, Iwata mantuvo siempre una fuerte relación con los seguidores de Nintendo a través de las redes sociales y de sus apariciones regulares en Iwata Asks y Nintendo Direct, convirtiéndose en la imagen pública de la empresa.
En junio de 2014 se le detectó una neoplasia en la vía biliar durante un examen médico rutinario; se operó, y volvió a trabajar en octubre de ese año. El tumor reapareció en 2015, e Iwata murió el 11 de julio a la edad de 55 años a causa de sus complicaciones provocadas por la enfermedad. Miembros de la industria del videojuego y aficionados expresaron por igual su pesar por su muerte a través de comunicados públicos y de las redes sociales. Se le concedió a título póstumo el Premio a la Trayectoria, tanto en los Premios Golden Joystick de 2015 como en los de la Academy of Interactive Arts & Sciences de 2016.

## Primeros años

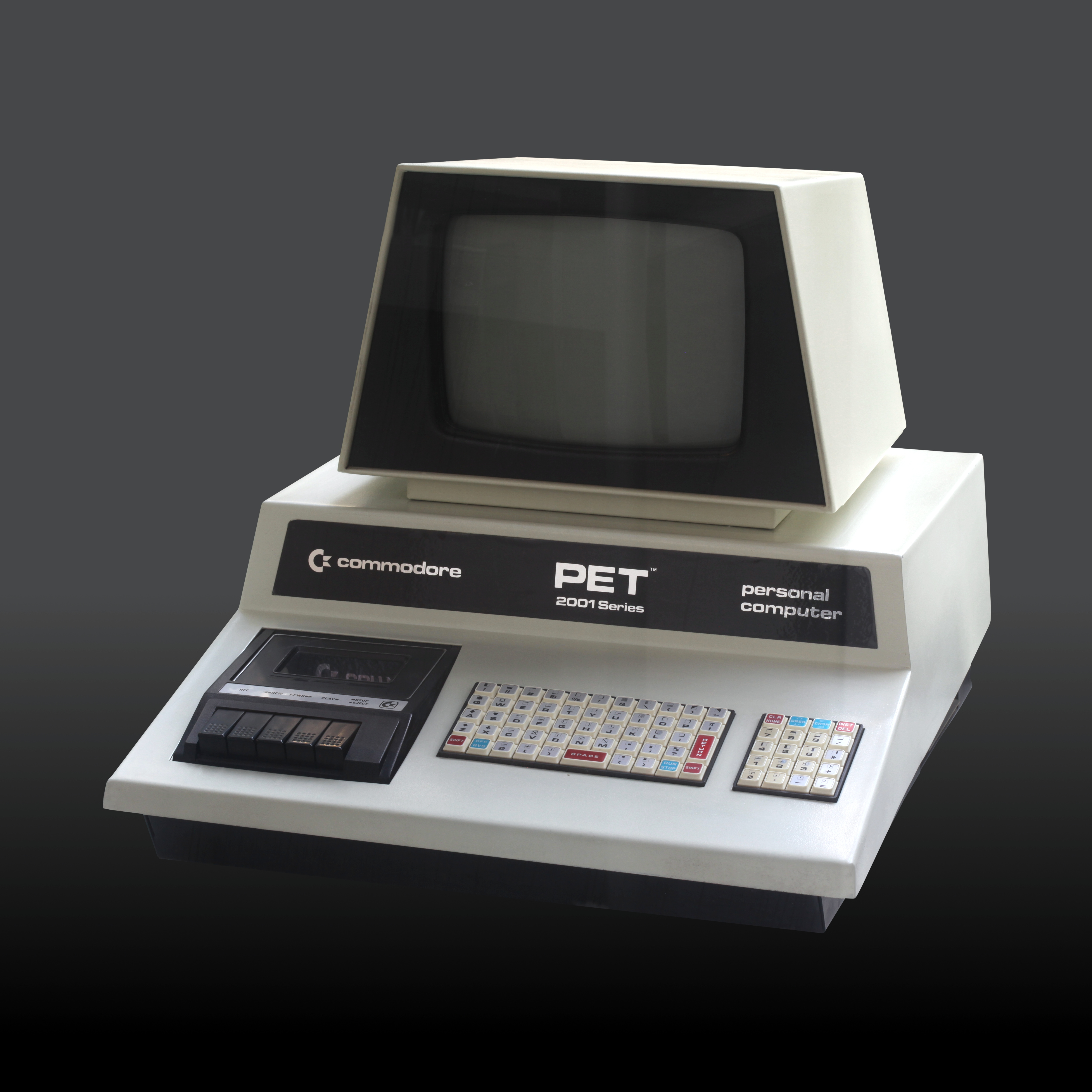
Un Commodore PET 2001, modelo de la misma serie que Iwata compró en 1978, y que posteriormente desmantelaría.

Iwata nació el 6 de diciembre de 1959 en Sapporo, Japón, donde su padre ejercía de alcalde. Durante su etapa en la educación primaria y secundaria Iwata comenzó a mostrar habilidades de liderazgo, ejerciendo como delegado de clase y presidente del consejo estudiantil en varias ocasiones. Tuvo sus primeras experiencias con ordenadores estando en el instituto, con un ordenador que utilizaba la línea telefónica. Habitualmente utilizaba el Metro de Sapporo y solía practicar con un sencillo juego numérico llamado Game 31, que llegó a dominar. Con el dinero que ahorró trabajando como lavaplatos, y con la ayuda adicional de su padre, en 1974 compró una calculadora programable HP-65. Al iniciar sus estudios en el Hokkaido Sapporo South High School en abril de 1975, en su primer año comenzó a desarrollar sus propios juegos sencillos, como Volleyball y Missile Attack, utilizando la calculadora electrónica que compartía con sus compañeros de clase.
Consiguió su primer ordenador, un Commodore PET, en 1978, que desmanteló y estudió para poder entender su funcionamiento. Este ordenador tenía una unidad central de procesamiento (una MOS 6502) similar a la utilizada por Nintendo para la NES, una videoconsola para la que posteriormente desarrollaría diversos videojuegos. Después de finalizar sus estudios de secundaria, fue admitido en el Instituto Tecnológico de Tokio en abril de 1978, donde se especializó en ciencias de la computación. Tomohiko Uematsu, un profesor de ingeniería, señaló el dominio de Iwata con la programación de software y remarcó que Iwata podía escribir programas más rápido y con mayor precisión que cualquiera de sus estudiantes.
En esta época también trabajó realizando prácticas no remuneradas en la empresa Commodore Japan, ayudando a su ingeniero en jefe —Yash Terakura— en tareas técnicas y de desarrollo de software, entre otros motivos para poder estar más tiempo en torno a ordenadores y conocer detalles no accesibles al público en general. Terakura actuaría posteriormente como su mentor en el campo de la ingeniería de hardware, para complementar los ya amplios conocimientos de Iwata en software. Iwata y algunos amigos alquilaron un apartamento en Akihabara y pronto formaron un club en el que se reunían para crear y codificar juegos. Los compañeros de clase que vivían en los apartamentos cercanos comenzaron a referirse a su habitación como el «Centro de juegos de Iwata». Comenzó a hacer demostraciones de los juegos que programaba en una tienda de informática del Centro Comercial Seibu, y en 1980 un grupo de empleados de HAL Laboratory que lo frecuentaban lo invitaron a unirse a su compañía.

## HAL Laboratory
En 1980, cuando todavía estaba en la universidad, Iwata empezó a trabajar para HAL Laboratory como programador a tiempo parcial. Tras graduarse, en 1982 pasó a trabajar a tiempo completo, convirtiéndose en su quinto empleado y el único programador. Por esa época, el padre de Iwata fue elegido alcalde de Muroran. A pesar de su pasión, la familia de Iwata no aprobaba su elección laboral, y su padre no le dirigió la palabra durante sus primeros seis meses de trabajo en HAL. Iwata pasó a ser el coordinador de producción de software de la empresa en 1983, ayudando a crear una relación comercial con Nintendo y consiguiendo un acuerdo para producir videojuegos para su reciente plataforma Nintendo Entertainment System. Viajó por su cuenta a Kioto con el fin de solicitar permiso para trabajar en juegos para la NES, a lo que Nintendo accedió. Su primer juego publicado comercialmente fue Joust para la NES, un port del mismo juego de arcade de 1982. Posteriormente trabajó en otros juegos como Balloon Fight, NES Open Tournament Golf, EarthBound, y la serie Kirby.
Su dominio de la programación pronto le hizo ganarse la estima tanto de sus compañeros de la industria como de los jugadores; a causa de su pasión, a menudo trabajaba los fines de semana y los días festivos. Con la compañía al borde la quiebra, Iwata fue ascendido a presidente de HAL en 1993 gracias a la insistencia del presidente de Nintendo, Hiroshi Yamauchi. Con la ayuda de Nintendo, Iwata consiguió dar la vuelta a las pérdidas de HAL, que tenía una deuda de 1500 millones de yenes, y estabilizó las finanzas de la compañía en un período de seis años. Sin experiencia en gestión empresarial, Iwata se esforzó en aprender a mejorar en ese campo, leyendo libros sobre el tema y procurando el consejo de otros directivos con más experiencia.
Aunque por entonces no formaba parte de Nintendo, Iwata colaboró en el desarrollo de Pokémon oro y plata, que fueron lanzados para la Game Boy Color en noviembre de 1999, al crear una serie de herramientas de compresión que se utilizarían en los gráficos de esta serie de juegos. Mientras trabajaba como intermediario para Game Freak y Nintendo, participó en la programación de Pokémon Stadium para la Nintendo 64 revisando el código original de Pokémon Red y Blue (en Japón Red and Green) y portó el sistema de batallas en el nuevo juego en tan solo una semana. De acuerdo con Tsunekazu Ishihara, presidente de The Pokémon Company, Iwata contribuyó decisivamente en llevar Pokémon a los mercados occidentales. Como presidente de HAL, desarrolló un plan para la localización después de revisar el código de Red/Blue, que posteriormente fue completado por Teruki Murakawa, con las versiones occidentales que salieron dos años después de su lanzamiento en Japón. Además, ayudó a Masahiro Sakurai en el desarrollo de Super Smash Bros. para la Nintendo 64.

## Nintendo

### Inicios (2000-2002)
En el año 2000 Iwata se convirtió en el jefe de la división de planificación corporativa de Nintendo, pasando a formar parte del consejo de administración de la empresa. En los dos años siguientes trabajó para reducir el coste y la duración del desarrollo de los videojuegos, pero preservando su calidad. Durante estos dos primeros años en Nintendo, la compañía consiguió un incremento en los beneficios de un 20 y un 41 por ciento respectivamente, incrementos que parcialmente fueron atribuidos a su trabajo.

Cuando Yamauchi, presidente de la compañía desde 1949, se retiró el 24 de mayo de 2002, Iwata lo sucedió en el puesto, con la aprobación de Yamauchi, convirtiéndose así en el cuarto presidente de Nintendo, y el primero no relacionado con la familia Yamauchi ni por parentesco ni por matrimonio desde su fundación en 1889. Yamauchi dejó la compañía en manos de Iwata con una última petición: «que Nintendo creara ideas completamente nuevas y hardware que reflejara ese ideal, y que produjera software que cumpliera ese mismo estándar». Iwata heredó así una empresa que promocionaba el individualismo, siguiendo la política establecida por Yamauchi de crear nuevas posiciones de desarrollo según fuera necesario, aunque esto impedía una colaboración efectiva entre ciertos departamentos.
Aunque en ese momento Nintendo era una empresa rentable, no estaba en una buena posición en comparación con otros fabricantes de videoconsolas. La recién lanzada GameCube tenía un bajo rendimiento en comparación con sus competidoras, la PlayStation 2 de Sony y la Xbox de Microsoft, que la superaban en número de ventas. Su nombramiento también coincidió con el inicio de la popularización de los videojuegos en línea, una faceta del mercado en la que Nintendo todavía no se había iniciado. Iwata se manifestó con precaución sobre este tema, indicando: «No nos negamos a la idea de movernos en el campo on line. Tan sólo somos prácticos». También fomentó la relación entre Nintendo y Capcom para mejorar el atractivo comercial de la GameCube. Durante una entrevista en 2002, Iwata declaró que sentía que la industria de los videojuegos se estaba volviendo demasiado exclusiva, y que él quería desarrollar hardware y juegos que fueran atractivos para todos los jugadores en lugar de centrarse solo en los gráficos de última generación.
Una de sus primeras decisiones como presidente fue reunirse personalmente con 40 jefes de departamento de la empresa y con otros 150 empleados. Esto suponía un fuerte contraste con la práctica habitual que era la de que esas reuniones con los empleados sucedían en muy raras ocasiones, y generalmente se limitaban a un discurso anual por parte de Yamauchi. Shigeru Miyamoto describió el ambiente empresarial previo como «sofocante» y afirmó que Iwata «mejoró la ventilación». Iwata era consciente de que su posición como presidente no garantizaría la conformidad de sus empleados, por lo que trató de comunicarse con ellos a nivel personal. Cuando un empleado no estaba de acuerdo con su opinión, Iwata le sugeriría que siguiera con su idea, en lugar de la que él le había propuesto, afirmando que «los creativos sólo mejoran tomando riesgos». Junto con un mayor nivel de interacción, Iwata también introdujo una visión más científica en el aspecto comercial de la empresa. Mientras que Yamauchi tomaba decisiones basadas en la intuición y la experiencia, Iwata llevaba a cabo nuevas hipótesis basándose en datos para apoyar su posición. Iwata también ascendió a Miyamoto, Genyo Takeda, Yoshihiro Mori y Shinji Hatano a directores representativos de la junta directiva de la compañía, equiparándolos a su propia posición.

### Revitalización de la compañía (2003-2009)
Tras su entrevista de 2002, Iwata puso de manifiesto una urgencia en el mercado de los videojuegos en su discurso de apertura de la Tokyo Game Show de 2003. En este discurso reflexionó sobre la historia de la industria y concluyó que existía un interés cada vez menor en los videojuegos. La caída de las ventas en el mercado japonés había comenzado a finales de la década de 1990 y continuó en la de 2000. La competencia entre Nintendo y Sony dio lugar a unas videoconsolas con un hardware cada vez más potente; sin embargo, la Nintendo 64 resultó ser demasiado engorrosa para los desarrolladores de software y se vio seriamente afectada. Tras un análisis de un año de duración realizado a petición de Iwata, Nintendo llegó a la conclusión de que el impulso del hardware no era la forma más efectiva de promocionar los videojuegos y decidió centrarse en el software. En 2004 tuvo lugar una importante reorganización interna de Nintendo, en la que Iwata consolidó varios departamentos establecidos por Yamauchi, con la intención de promover el trabajo colaborativo en toda la empresa. Posteriormente, en 2005 estableció un «Proyecto de Expansión de Usuarios» mediante el cual los empleados que normalmente no estaban asociados al desarrollo de videojuegos podían proponer ideas para nuevos juegos.
En una entrevista de marzo de 2004, declaró: «Los juegos han llegado a un callejón sin salida». Se hizo hincapié en que los desarrolladores desperdiciaban demasiado tiempo centrándose en los mejores jugadores, y que serían incapaces de obtener beneficios si no se acercaban más al jugador medio. También expresó su deseo de que Nintendo, considerada una empresa «conservadora» por aquel entonces, se convirtiera en pionera en la vanguardia del entretenimiento. Iwata articuló una estrategia del océano azul para ayudar a Nintendo a competir con éxito contra los otros fabricantes de consolas. En lugar de competir en las especificaciones técnicas, aprovecharía su experiencia previa como desarrollador de videojuegos para producir hardware y juegos innovadores y entretenidos.

#### Nintendo DS
Iwata ayudó a llevar a cabo una revitalización del negocio de las videoconsolas portátiles de la empresa en la transición desde la Game Boy Advance a la Nintendo DS, que lucía un factor de forma único e incluía una pantalla táctil, que permitía el desarrollo de nuevos juegos. La idea de utilizar dos pantallas en un único dispositivo provenía de Yamauchi antes de su retiro, mientras que Miyamoto había sugerido la utilización de una pantalla táctil. Miyamoto encabezó posteriormente el desarrollo del dispositivo y sus prototipos. La Nintendo DS demostró ser un sistema muy rentable y llegó a convertirse en la segunda videoconsola más vendida de todos los tiempos (a fecha de marzo de 2016), con más de 154 millones de unidades vendidas, incluyendo las iteraciones posteriores. En junio de 2004, Iwata se reunió con el Dr. Ryuta Kawashima para diseñar un juego que podría resultar atractivo para los no jugadores, proyecto que se convertiría posteriormente en Brain Training ¿Cuántos años tiene tu cerebro?, lanzado en mayo de 2005. Iwata supervisó personalmente el desarrollo de la serie Brain Training, llegando incluso a renunciar a una aparición pública el día del lanzamiento de la Nintendo DS en Japón el 2 de diciembre de 2004. Miyamoto apoyó su labor en la serie y envió a uno de sus protegidos, Kouichi Kawamoto, para ayudar en el desarrollo del juego. A la serie Brain Training se la considera como uno de los factores que ayudaron a que la Nintendo DS alcanzara una gran popularidad, serie que en su conjunto había vendido más de 30 millones de copias en diciembre de 2008.
Las iteraciones posteriores de la DS, la DS Lite y la DSi, también consiguieron buenas cifras de ventas. La DS Lite mejoró diversos aspectos de la DS original, con pantallas más brillantes y un diseño más delgado, de acuerdo con la demanda de los consumidores. Lanzada en marzo de 2006 en Japón y tres meses después en todo el mundo, la DS Lite vendió cerca de 94 millones de unidades. Las estadísticas mostraban que los hogares a menudo compartían una única DS, e Iwata trató de que se pasara desde una por hogar a una por persona. La tercera iteración de la DS, la DSi, encarna esta idea con la «i», que representa a una sola persona. A pesar de la preocupación de que el mercado de los videojuegos ya estuviera sobresaturado con la DS y la DS Lite, Iwata confiaba en que la DSi se vendería bien, especialmente en los mercados europeos, continuando el éxito de la DS Lite cumpliendo de manera similar la demanda de los consumidores. Además de ser todavía más delgada y ligera, la DSi contaba con dos cámaras, soporte para tarjetas SD, el sistema «Nintendo DSi Sound» y la «Tienda Nintendo DSi». El relativamente poco margen entre los lanzamientos de la DS Lite y la DSi rompió con el patrón convencional de lanzamiento de estos sistemas, ya que salieron al mercando con unos 18 meses de diferencia cuando lo habitual eran 5 años. Iwata consideraba que la caída gradual de los precios que se produce con el paso del tiempo en un ciclo de cinco años era una manera indirecta de decirle a los consumidores que esperaran antes de comprar los productos, y una penalización para aquellos que compraban en el momento de su lanzamiento.

#### Wii
Las conversaciones entre Iwata, Miyamoto y Takeda sobre una nueva consola de sobremesa comenzaron en la primera mitad de 2003. Con el apoyo de Yamauchi, Iwata lideró el desarrollo de un producto revolucionario que posteriormente se convertiría en la Wii. Posteriormente asignó a Takeda al proyecto, indicándole que «se saliera de la hoja de ruta de la tecnología». La premisa general era que «le tiene que gustar a una mamá». Durante el proceso de desarrollo de la consola Iwata desafió a los ingenieros a que consiguieran que la Wii no fuera más ancha que tres cajas de DVD juntas, algo que finalmente consiguieron. Takeda y su equipo se centraron en la reducción del consumo eléctrico, manteniendo o mejorando los niveles de rendimiento conseguidos con la GameCube. Junto con el hardware interno diseñado por los ingenieros de Nintendo, Iwata propuso que la consola abandonara el uso del típico controlador de videojuego para hacerlo más accesible a todo el mundo. Miyamoto asumió la responsabilidad del desarrollo de un nuevo controlador, mientras que el equipo de Takeda proporcionó los componentes internos. Después de seis meses y de docenas de prototipos desechados, Takeda diseñó un sensor de píxeles activos que más tarde se convirtió en el aspecto central del mando a distancia. Con la adición de los acelerómetros, consiguieron producir un control de movimientos efectivo.
Conocida inicialmente con el nombre clave «Revolution» (Revolución) durante un avance en la E3 de 2004, por su objetivo de crear una revolución en los videojuegos, Iwata presentó públicamente la Wii durante la E3 de 2005, manteniéndola por encima de su cabeza para enfatizar su pequeño tamaño y diseño ligero. El anuncio público del distintivo mando de la Wii, el Wii Remote, no se hizo hasta el Tokyo Game Show en septiembre de 2005. Durante su discurso en la convención, Iwata reiteró su postura sobre la expansión y el crecimiento del mercado de los videojuegos haciendo hincapié en la necesidad de crear controladores menos complicados. El diseño del control remoto del mando deriva en parte de su deseo de tener un dispositivo que fuera «inmediatamente accesible» para todos. También insistió en referirse al mando de la Wii simplemente como un «control remoto» en lugar de un controlador para enfatizar su accesibilidad para todos.
La Wii popularizó el uso de los videojuegos basados en el control de movimiento y supuso un gran éxito para Nintendo, ayudando a que las acciones de la empresa casi duplicaran su valor. Con la incorporación al mercado de jugadores ocasionales, la Wii marcó «un momento de avance en la historia de los videojuegos»: se estableció un nuevo género de juegos para el mercado familiar. Se considera que su experiencia anterior como programador, algo inusual en los directores ejecutivos de la industria tecnológica, contribuyó a los éxitos de la empresa durante su liderazgo. Al final del año fiscal 2009, Nintendo consiguió un récord de ventas netas y beneficio de 1,8 billones de yenes (unos 18 mil millones de dólares) y 279 mil millones de yenes (unos 3 mil millones de dólares), respectivamente. Debido a su éxito, el semanario financiero Barron's incluyó a Iwata entre los 30 directores ejecutivos de más éxito del mundo entre 2007 y 2009.

#### Productos de calidad de vida

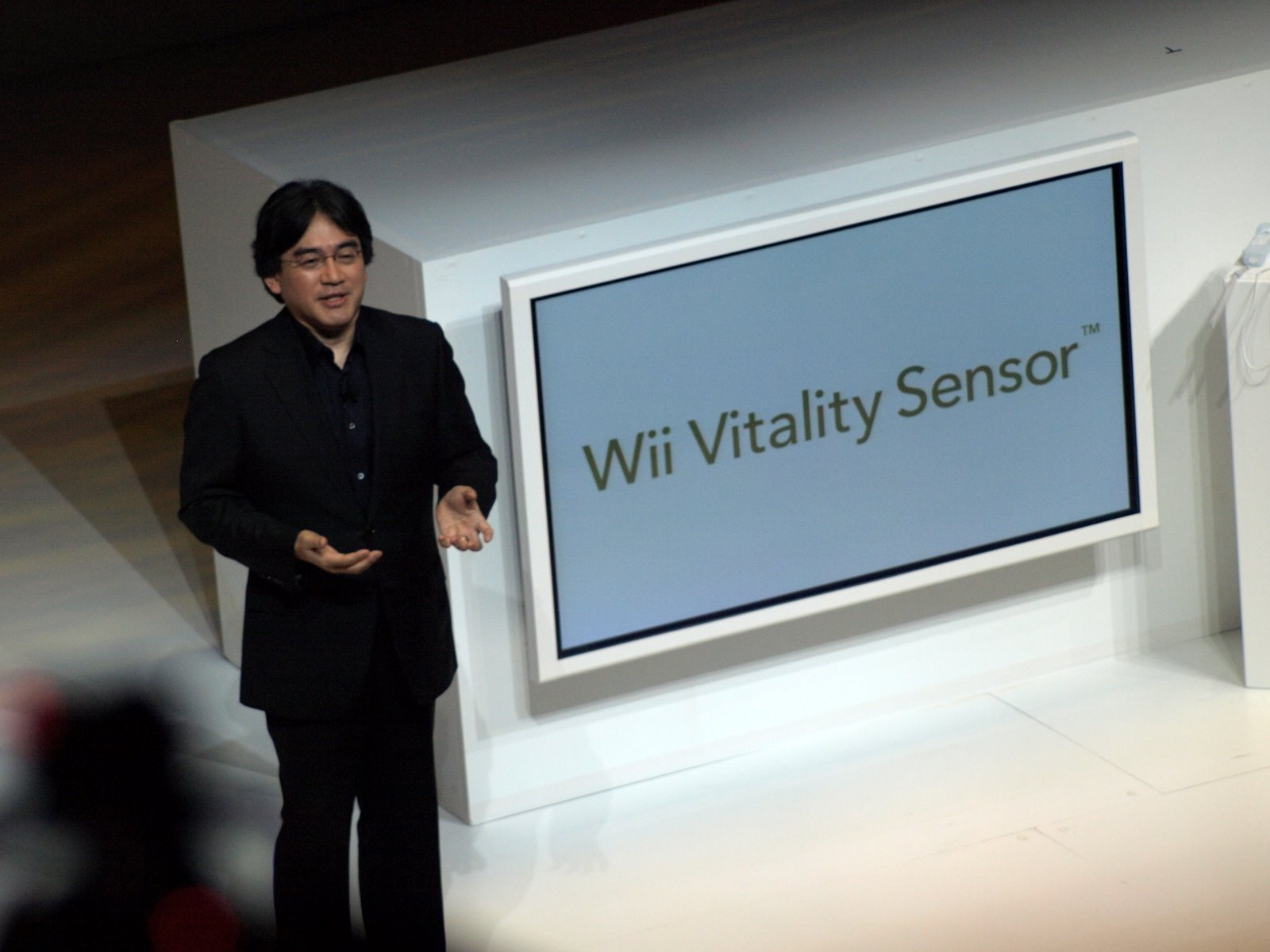
Satoru Iwata presentando el Vitality Sensor durante el E3 2009.

Desde el lanzamiento de la Wii en 2006, Iwata dio prioridad al desarrollo de productos de mejora de la calidad de vida. La serie Wii Fit, concebida por Miyamoto, representa este movimiento. En la E3 2009, Iwata reveló que estaba desarrollando un accesorio para la Wii: el Wii Vitality Sensor. El dispositivo mediría algunas funciones nerviosas autónomas como el pulso, e incorporaría los datos adquiridos en productos con fines relajantes. Iwata veía el dispositivo como una continuación de la estrategia del océano azul previamente articulada. Indicó que el mercado de los controles de movimiento se estaba convirtiendo en un «océano rojo», con lo que muchas compañías saturarían el mercado y restringirían los beneficios. El Vitality Sensor se desarrollaría con la esperanza de proporcionar una forma novedosa de interactuar con los videojuegos y continuar con la historia de las innovaciones de Nintendo. Sin embargo, los resultados de las pruebas del prototipo del dispositivo no obtuvieron los resultados esperados y Nintendo pospuso el lanzamiento de este producto de forma indefinida en 2013.
En enero de 2014 Iwata presentó una estrategia corporativa para los siguientes diez años basada en productos relacionados con la calidad de vida. El objetivo era abrir un nuevo mercado al margen de los videojuegos. Desarrollado en colaboración con el Dr. Yasuyoshi Watanabe y la empresa ResMed, el primer dispositivo de esta iniciativa era un sensor de fatiga y falta de sueño que fue anunciado en octubre de 2014. A diferencia del Vitality Sensor, el sensor de sueño iba a ser un dispositivo autónomo que no requería estar en contacto con el cuerpo. Tras la muerte de Iwata en julio de 2015, los analistas cuestionaron si Nintendo continuaría con esta iniciativa; a pesar de un lanzamiento que se había previsto para Estados Unidos en marzo de 2016, el dispositivo se suspendió formalmente en febrero de 2016, aunque el sucesor de Iwata, Tatsumi Kimishima, declaró que la investigación en el campo de los denominados productos de calidad de vida continuaría.

### Recesión financiera (2010-2014)
| Ventas netas de Nintendo por año fiscal | Ventas netas de Nintendo por año fiscal | Ventas netas de Nintendo por año fiscal | Ventas netas de Nintendo por año fiscal | Ventas netas de Nintendo por año fiscal |
| --------------------------------------- | --------------------------------------- | --------------------------------------- | --------------------------------------- | --------------------------------------- |
| Año fiscal                              | Año fiscal                              |                                         | Ventas (millones de ¥)                  | Ventas (millones de ¥)                  |
| 2006                                    | 2006                                    |                                         | 508 827                                 | 508 827                                 |
| 2007                                    | 2007                                    |                                         | 966 534                                 | 966 534                                 |
| 2008                                    | 2008                                    |                                         | 1 672 423                               | 1 672 423                               |
| 2009                                    | 2009                                    |                                         | 1 838 622                               | 1 838 622                               |
| 2010                                    | 2010                                    |                                         | 1 182 177                               | 1 182 177                               |
| 2011                                    | 2011                                    |                                         | 1 014 345                               | 1 014 345                               |
| 2012                                    | 2012                                    |                                         | 647 652                                 | 647 652                                 |
| 2013                                    | 2013                                    |                                         | 635 422                                 | 635 422                                 |
| 2014                                    | 2014                                    |                                         | 571 726                                 | 571 726                                 |
| 2015                                    | 2015                                    |                                         | 549 780                                 | 549 780                                 |
| Beneficio operativo Pérdidas operativas |                                         |                                         |                                         |                                         |

Las siguientes consolas lanzadas por Nintendo bajo el mandato de Iwata, la 3DS y la Wii U, no tuvieron tanto éxito como la DS y la Wii, y las finanzas de la compañía dieron un giro a la baja a partir de 2010. Durante el desarrollo de la Nintendo 3DS, una videoconsola portátil que ofrecía pantallas estereoscópicas 3D sin necesidad de accesorios, Iwata afirmó que su experiencia tecnológica había ayudado a controlar a sus ingenieros. Se esperaba que la sucesora de la DS revitalizaría a la compañía cuando comenzó el descenso de beneficios. Sin embargo, las escasas ventas en el lanzamiento de la 3DS provocaron una caída del valor de las acciones de la compañía de un 12 % el 29 de julio de 2011. Esta situación provocó una bajada de precios en agosto de su precio de lanzamiento de 270 dólares a 170. Las ventas de la 3DS siguieron cayendo por debajo de las expectativas. Iwata admitió posteriormente en 2014 que había leído incorrectamente al mercado y no había tenido en cuenta los cambios del estilo de vida desde el lanzamiento de la Wii, continuando con su enfoque en los juegos orientados a toda la familia a pesar de su declive en popularidad.
La Wii U, puesta a la venta en noviembre de 2012, se puso a la venta a un precio por debajo de su coste de producción ya que Nintendo esperaba conseguir mejores cifras de ventas de software para aliviar las pérdidas que venían sufriendo. La adición de gráficos de alta definición, una característica no incluida en la Wii original, supuso un esfuerzo adicional para los equipos de desarrollo y dio lugar a retrasos en las salidas del software. La frustración de los consumidores por estas demoras se vio agravado por la indiferencia de Iwata frente a otros competidores como Microsoft y Sony, que habían experimentado problemas similares durante los lanzamientos de la Xbox 360 y la PlayStation 3 respectivamente. Paul Tassi, de la revista especializada en el mundo de los negocios Forbes, afirmó que Nintendo podría haber manejado el cambio de manera más eficiente si hubiera aprendido la lección de la transición de Microsoft y Sony hacia los gráficos de alta definición. La consola no cumplió con las expectativas de ventas y se convirtió en la plataforma con el menor crecimiento de ventas de Nintendo, con 9,5 millones de unidades vendidas en junio de 2015. Miyamoto atribuyó estos resultados a un mal entendimiento del público del concepto y la funcionalidad de la videoconsola. Iwata admitió posteriormente que la consola había sido un fracaso como sucesora de la Wii, con unos juegos que eran incapaces de mostrar la notable originalidad de la Wii U. Los fracasos conjuntos de la 3DS y la Wii U llevaron a Mitsushige Akino de la Ichiyoshi Asset Management Co. a sugerir que Iwata debería renunciar a su cargo.
Las ventas netas totales de Nintendo se redujeron desde su máximo de 1,8 billones de yenes (unos 18 mil millones de dólares) en 2009 hasta los 549 mil millones de yenes (unos 4500 millones de dólares) en 2015. Sufrieron pérdidas de ingresos netos en 2012 y 2014. En 2010, Nintendo reveló que Iwata tenía un modesto salario de 68 millones de yenes (770 000$), que aumentó a 187 millones de yenes (2,11 millones de dólares) con las bonificaciones basadas en el rendimiento. En comparación, Miyamoto tenía un salario de 100 millones de yenes (1,13 millones de dólares). Iwata había reducido voluntariamente a la mitad su salario en 2011 y 2014, como disculpa por las malas ventas, mientras que otros miembros de la junta directiva de la empresa vieron su sueldo reducido de un 20 % a un 30 %. Esto también sirvió para asegurar los puestos de trabajo de los empleados de Nintendo, evitando despidos con el fin de mejorar las finanzas a corto plazo. En 2012 la compañía experimentó su primera pérdida operativa desde su entrada en el mercado de los videojuegos 30 años antes. Las pérdidas continuaron los dos años siguientes, hasta que la compañía finalmente volvió a ser rentable al final del año fiscal 2015. El ligero cambio de tendencia se atribuye en gran medida al éxito de juegos como Pokémon Rubí Omega y Pokémon Zafiro Alfa y Super Smash Bros. para Nintendo 3DS y Wii U.
En junio de 2013 asumió el papel adicional de la dirección ejecutiva de Nintendo América. Una de sus primeras decisiones como CEO fue que no volverían a celebrar grandes ruedas de prensa en la E3, sino que organizarían eventos más pequeños, cada uno dirigido a un grupo demográfico determinado. Durante un viaje a Tokio a finales de 2013, Iwata esbozó una idea para una serie de juguetes físicos que podrían vincularse con los videojuegos de Nintendo. Este concepto pronto se convirtió en la serie de figuras amiibo que puso a la venta menos de un año más tarde. Amiibo resultó ser un gran éxito, con más de seis millones de figuritas vendidas a finales de 2014, solo un mes después de su lanzamiento. En marzo de 2016, las ventas combinadas de figuras y cartas —un producto lanzado en 2015— superaba los 64 millones unidades, y supuso grandes beneficios en todas las plataformas de Nintendo.

### El mercado móvil (2015)
A principios de 2010, el éxito de la App Store móvil de Apple suscitó la preocupación entre los desarrolladores de videojuegos de que el mercado se estuviera desplazando hacia los dispositivos inteligentes, aunque Nintendo por entonces no lo consideraba una amenaza a su dominio en el campo de los juegos móviles. En julio de ese mismo año Iwata reconoció la competencia de Apple y los consideró el «enemigo del futuro». Sin embargo, durante una entrevista el año siguiente Iwata se mostró totalmente en contra de la idea de Nintendo de orientarse hacia el mercado de la telefonía móvil, alegando que la compañía «dejaría de ser Nintendo» si lo hicieran. Argumentó que los juegos para móviles carecerían de motivación para mantener su gran calidad en un esfuerzo por obtener beneficios, aunque esta opinión fue cambiando a lo largo de los años siguientes ya que el mercado de juegos para móviles siguió creciendo. En 2012 reconoció que los dispositivos móviles suponían una competencia significativa, pero que mantenía su confianza en las capacidades de su compañía. En un mensaje a los accionistas en marzo de 2014 declaró: «... creo que finalizó la era en la que la gente juega a todo tipo de juegos sólo en los sistemas específicos para ello», refiriéndose también a la conveniencia de los dispositivos móviles para el entretenimiento rápido y sus capacidades de expansión sobre el software específico de una consola portátil. Comenzaron a surgir críticas a su continua negativa de moverse hacia el mercado móvil, con analistas e inversores que solicitaban continuamente un cambio de actitud. Yoshihisa Toyosaki, presidente de Architect Grand Design Inc., declaró que «Nintendo está alejada de la realidad», en referencia a la reputación de la empresa de ignorar los aportes ajenos a ella. En cierta medida esto influyó negativamente tanto en las finanzas de Nintendo como en su popularidad.
En marzo de 2015, Iwata puso parte del enfoque de Nintendo en el creciente mercado de los juegos para móviles, creando una asociación con el proveedor de móviles DeNA para publicar títulos en estos dispositivos, a la vista de que las ventas de videoconsolas tradicionales comenzaba a tambalearse. Esto supuso un marcado contraste con el modelo de negocio anterior de la compañía, que se enfocaba en títulos exclusivos para sus consolas para incitar a la gente a comprar sus plataformas. Iwata hizo hincapié en que, aunque se utilizarían los derechos de propiedad intelectual de Nintendo en los juegos para móviles, la compañía no comprometería su integridad. También recalcó que el principal objetivo del acuerdo era llegar a tantas personas como fuera posible en lugar de buscar opciones que reportasen mayores beneficios, siguiendo una idea similar al concepto subyacente de la Wii. Tras establecer esta asociación con DeNA, Iwata reiteró su postura de que el modelo free to play habitual en los juegos para móviles, al que él se refería como «free-to-start», suponía una amenaza para la futura calidad de los juegos. Aunque reconoció este modelo como un medio viable para la promoción de títulos a corto plazo, no lo consideraba como un desarrollo progresivo.

### Relaciones públicas

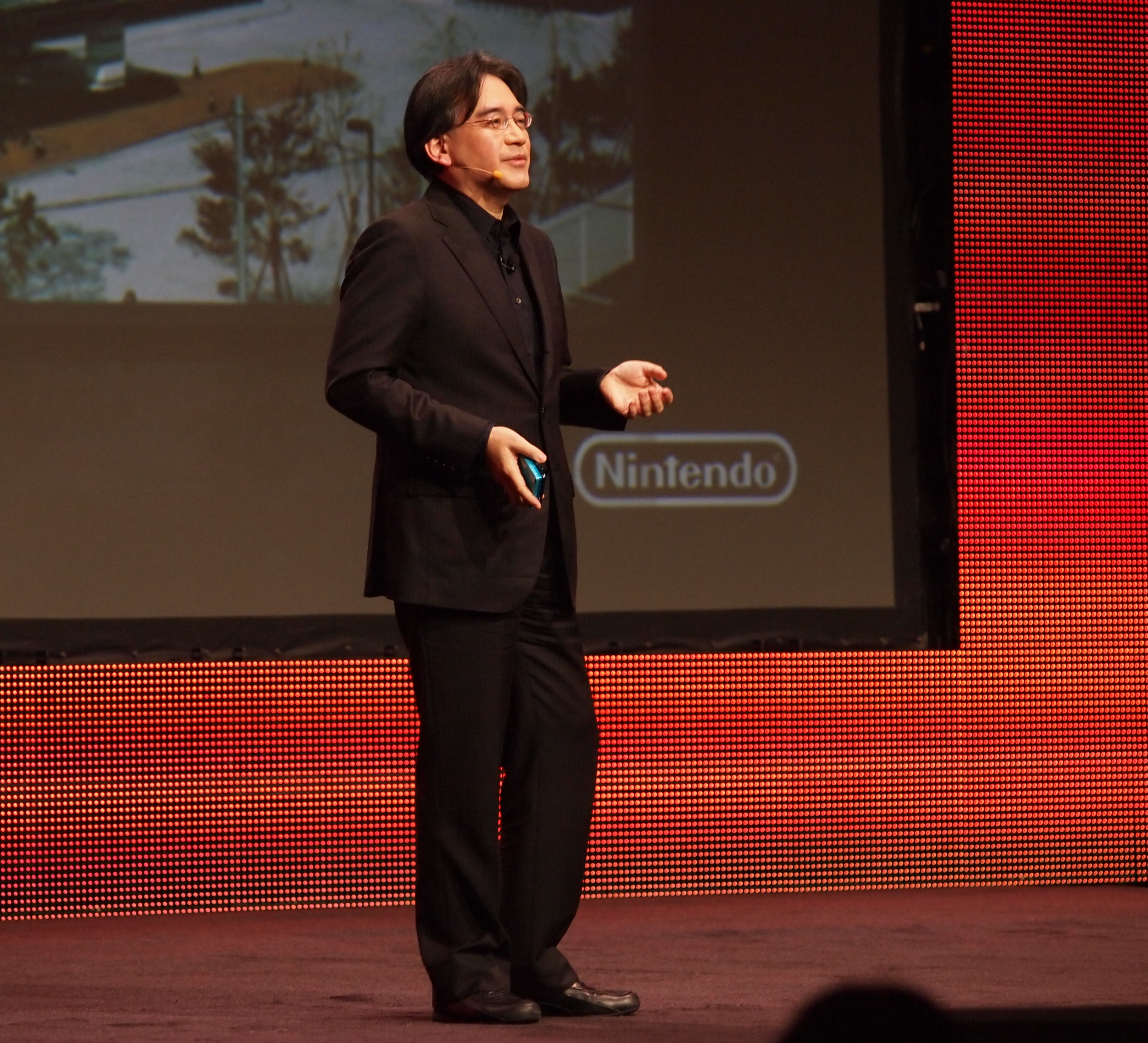
Iwata en la Game Developers Conference 2011.

Durante los primeros años de su presidencia en Nintendo, Iwata renunció a menudo a hacer apariciones en los medios de comunicación, salvo para anunciar algún nuevo hardware, con el fin de dedicarle más tiempo a la programación. Sin embargo, su actitud al respecto cambió, convirtiéndose en una parte importante de las relaciones públicas de la compañía. Ayudó a que Nintendo mejorase la relación con sus seguidores respondiéndoles regularmente a través de las redes sociales, y compartió puntos de vista sobre los empleados, los juegos y el hardware de Nintendo a través de su serie de entrevistas Iwata Asks. La inspiración para esta serie de entrevistas, que comenzó en septiembre de 2006, provenía de su experiencia previa como programador de videojuegos y su curiosidad sobre la forma de pensar de otros desarrolladores. Estas entrevistas generalmente mostraban su amistad y camaradería con otros miembros del equipo de Nintendo y los chistes y las risas eran habituales. También servían para mostrar una faceta diferente de la habitualmente reservada Nintendo, discutiendo públicamente sobre algunos aspectos internos de la compañía.
En 2011, ayudó a instituir Nintendo Direct, una serie de conferencias de prensa online donde se presenta información sobre los próximos juegos y productos de Nintendo de una manera distinta a la de los canales habituales de la industria. Estos vídeos son a menudo extravagantes y humorísticos, reflejando la personalidad del propio Iwata. Esta era una postura completamente distinta del tono generalmente serio mostrado por Sony y Microsoft. En uno de estos vídeos se ve la parodia de una batalla entre él y el presidente de Nintendo América Reggie Fils-Aimé para promocionar la inclusión de los mii, avatares digitales de Nintendo, en el Super Smash Bros. para Nintendo 3DS y Wii U. Estos vídeos con frecuencia fueron motivo para la creación de memes de Internet, que solían incluir la frase «por favor, comprenda» que Iwata utilizaba a menudo cuando hablaba sobre retrasos u otras noticias negativas, añadiendo «[Iwata se ríe]» en mensajes en los foros como referencia a sus frecuentes risas en los programas de Iwata Asks, así como la imagen de Iwata mirando en silencio unos plátanos que formó parte de un vídeo promocional de la franquicia Donkey Kong grabado durante la E3 2012.
Como consecuencia de sus apariciones en Iwata Asks y Nintendo Direct, Iwata se convirtió en la cara pública de Nintendo. Disfrutaba conversando con los reporteros y solía preparar historias con antelación para entretenerlos, y mezclarse con los entrevistadores y charlar informalmente.

### Otros proyectos
Colaboró en la fundación de Creatures Inc., establecida en 1995 por Tsunekazu Ishihara. En 1998 ayudó a su colega y amigo personal Shigesato Itoi en el establecimiento de la compañía Hobonichi trabajando como director de TI de la empresa, desempeñando este puesto hasta 2007 aunque ya por entonces trabaja para Nintendo a tiempo completo. Poco después de su nombramiento como presidente de Nintendo, Iwata se asignó a sí mismo a un equipo de desarrollo de HAL Laboratory para trabajar en el Super Smash Bros. Melee para GameCube, para poder continuar con su pasión hacia la programación. Partiendo de su trabajo con la serie Brain Training, asistió en la producción de títulos educativos como Kanji Sonomama Rakubiki Jiten DS, English Training: Have Fun Improving Your Skills! y Imasara Hito ni Kikenai Otona no Joushikiryoku Training DS. También trabajó en las series Animal Crossing, Mario, Metroid Prime y The Legend of Zelda, entre otros títulos, e hizo un cameo en WarioWare: Smooth Moves. En 2013 participó en el desarrollo de Pokémon GO, un juego para móviles de realidad aumentada que fue publicado en julio de 2016, un año después de su fallecimiento. Shigeru Miyamoto indicó en una entrevista que Iwata también participó de forma relevante en la idea y el desarrollo de la que posteriormente sería la Switch, la videoconsola híbrida lanzada por Nintendo el 3 de marzo de 2017.

## Enfermedad y fallecimiento

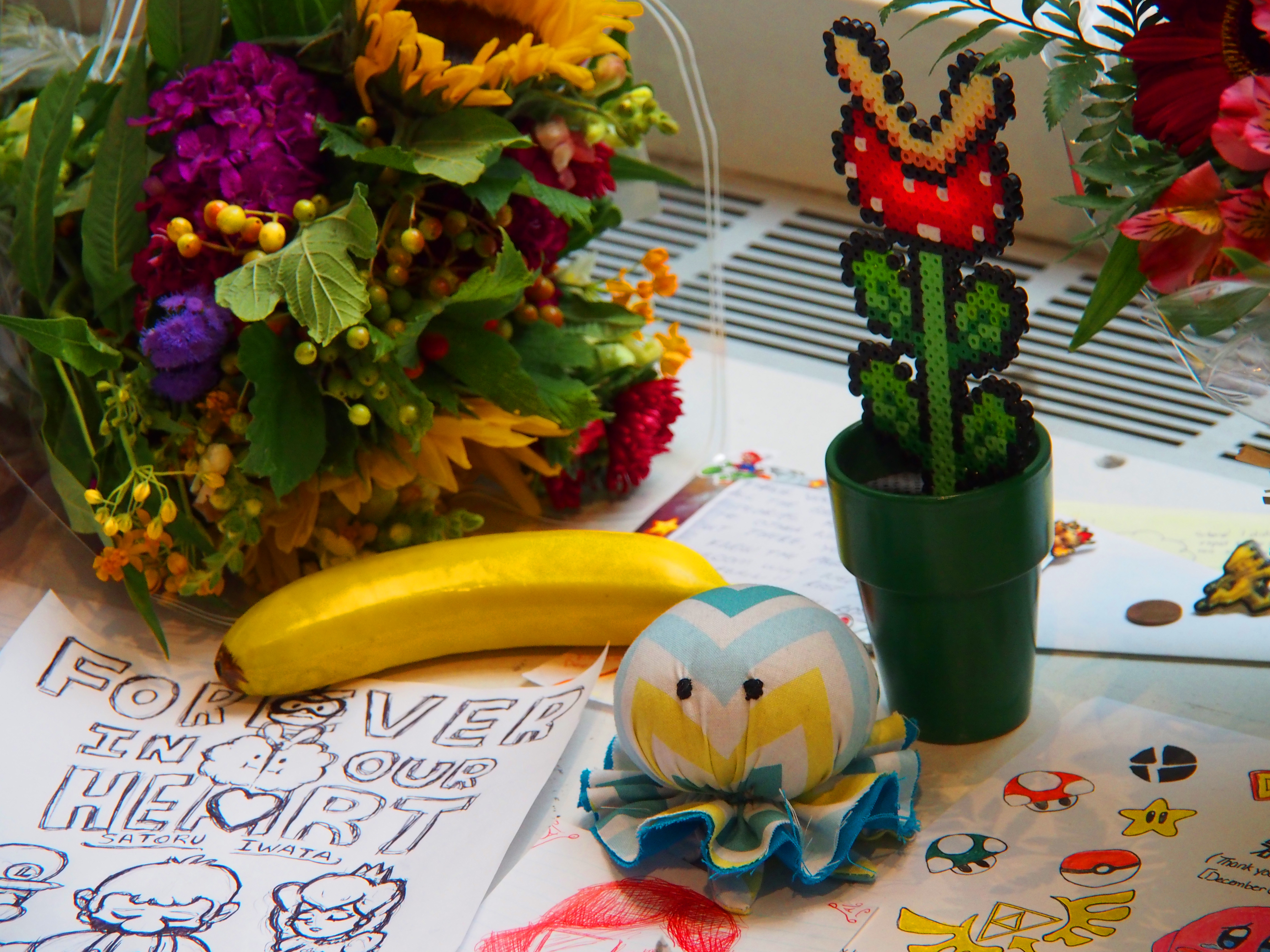
Sus seguidores dejaron recuerdos y dibujos personalizados de varias series de videojuegos Nintendo, como Mario, Kirby y The Legend of Zelda, dedicados a Iwata en un memorial en el Nintendo World Store.

El 5 de junio de 2014 Nintendo anunció que Iwata no estaría presente en la E3 2014 por motivos médicos. Iwata emitió posteriormente un comunicado público a los accionistas el 24 de junio indicando que la semana anterior se había sometido a una operación quirúrgica para eliminar un tumor en su vía biliar que le habían descubierto durante un examen físico rutinario. Tras unos cuatro meses de recuperación de esta operación, en octubre volvió al trabajo. Durante este tiempo perdió una cantidad notable de peso, pero afirmó que gracias a eso se sentía más saludable. Hizo su primera aparición pública tras la operación en un anuncio en Nintendo Direct el 5 de noviembre, donde se le veía «demacrado y pálido». Aparentó tomarse el tema con calma e incluso actualizó su Mii en junio de 2015 para reflejar su nuevo aspecto más delgado. El 28 de enero de 2015 sufrió una fiebre alta y creyó que tenía gripe, lo que le obligó a posponer una reunión con los accionistas. En un momento sin determinar durante una junta de accionistas posterior celebrada el 26 de junio, se sintió enfermo de nuevo. Falleció el 11 de julio, a la edad de 55 años, a causa de las complicaciones médicas derivadas del tumor. Nintendo emitió el comunicado oficial de su muerte al día siguiente.
El 13 de julio las banderas de la sede central de Nintendo ondearon a media asta, y se estableció en todas sus oficinas regionales un día de silencio a través de todas sus cuentas en las redes sociales en su memoria. Miembros de la industria del videojuego y aficionados expresaron por igual su tristeza por su fallecimiento en las redes sociales y elogiaron y agradecieron sus logros. Los aficionados establecieron memoriales por todo el mundo, como en la embajada de Japón en Moscú, Rusia, o la Nintendo World Store en Nueva York. Shuhei Yoshida, presidente de Sony Computer Entertainment Worlwide Studios, declaró: «Rezo para que el señor Iwata, que tanto contribuyó al desarrollo de la industria del videojuego, descanse en paz». El compositor y director Junichi Masuda, conocido por sus trabajos en la serie de videojuegos Pokémon, tuiteó: «Era un hombre que entendió Pokémon, y un gran líder. Cuando lo visité el otro día, parecía estar bien. Rezaré por su alma desde el fondo de mi corazón». Horas después del anuncio de su fallecimiento se envió a Twitter una fotografía de un arco iris sobre la sede de Nintendo en Kioto, que pronto se conoció como la «Senda Arco Iris al cielo» en referencia a una de las etapas de la serie Mario Kart, y fue ampliamente compartida en esta red social. El Instituto Tecnológico de Tokio publicó un memorial el 4 de agosto, con la aportación de los recuerdos de sus antiguos profesores y compañeros de clase. En la ceremonia de los Game Awards de 2015, Reggie Fils-Aime ofreció un tributo a Iwata, describiéndolo como un hombre «sin miedo» y «único, en el sentido pleno del término».
Los servicios funerarios se llevaron a cabo en Kioto el 16 y el 17 de julio. Se calcula que asistieron más de 4000 personas para presentar sus respetos, a pesar del mal tiempo provocado por el tifón Nangka. Tras el velatorio, los restos de Iwata fueron incinerados.
Tras su muerte, los directores generales Shigeru Miyamoto y Genyo Takeda asumieron temporalmente sus funciones y gestionaron la empresa de manera conjunta. El 14 de septiembre Nintendo anunció que Tatsumi Kimishima, jefe de la División de Recursos Humanos y antiguo CEO de Nintendo América, sería el sucesor de Iwata como el quinto presidente de la compañía.

## Influencia y legado
A lo largo de su vida, Iwata fue conocido por sus ideas poco convencionales y por cambiar el mundo de los videojuegos. Los medios lo consideraban la personificación de Nintendo: alegre, extravagante, bromista y divertido. Su dominio en el campo de la programación hizo que algunos lo calificaran como un «genio» en este campo, y otros se refirieran a él como un Bill Gates japonés. Su enfoque práctico para los negocios le ganaron la admiración y el respeto por parte de los desarrolladores y de los jugadores. Su presentación «Corazón de un jugador» durante la GDC 2005 se considera la esencia de su personalidad: un modesto hombre de negocios dedicado a los videojuegos. Junto a otras personalidades de Nintendo como Miyamoto, se les atribuye en gran medida la expansión del mercado de los videojuegos y la creación de un nuevo género. Al dirigirse a un público nuevo en lugar de competir contra Microsoft y Sony, Iwata evitó un enfrentamiento directo con sus competidores y logró sus objetivos con éxito, por lo que fue considerado un «revolucionario moderado». El recurso simplista de la Nintendo DS y la Wii le permitieron ampliar el mercado. Chris Kohler, de la revista Wired, afirmó que «gracias a Satoru Iwata, ahora todos somos jugadores», en referencia al aumento de la popularidad de los videojuegos tras el lanzamiento de la DS y la Wii. Aunque fue una persona respetada, recibió críticas por su obstinación en la orientación de Nintendo respecto al mercado de los móviles. Tras la muerte de Iwata, Reggie Fils-Aime afirmó: «... pasarán años antes de que su impacto tanto en Nintendo como en toda la industria del videojuego se aprecie plenamente».
Iwata fue galardonado a título póstumo y por unanimidad con el Premio a la Trayectoria en los Premios Golden Joystick de 2015 por su influencia en la industria del videojuego. También a título póstumo, se le otorgó el Premio a la Trayectoria de la Academy of Interactive Arts & Sciences de 2016. Durante los Game Developers Choice Awards de 2016, Iwata fue honrado con un corto de animación de David Hellman, el artista con el que trabajó en el videojuego Braid. Como un homenaje en su honor, en el videojuego Star Fox Zero se añadió la frase «Este juego está dedicado a nuestro Arwing caído en combate» al final de los créditos.
| Predecesor: Hiroshi Yamauchi | 4.º Presidente de Nintendo 2002 - 2015 | Sucesor: Tatsumi Kimishima |